# Gottlieb Wilhelm Bischoff

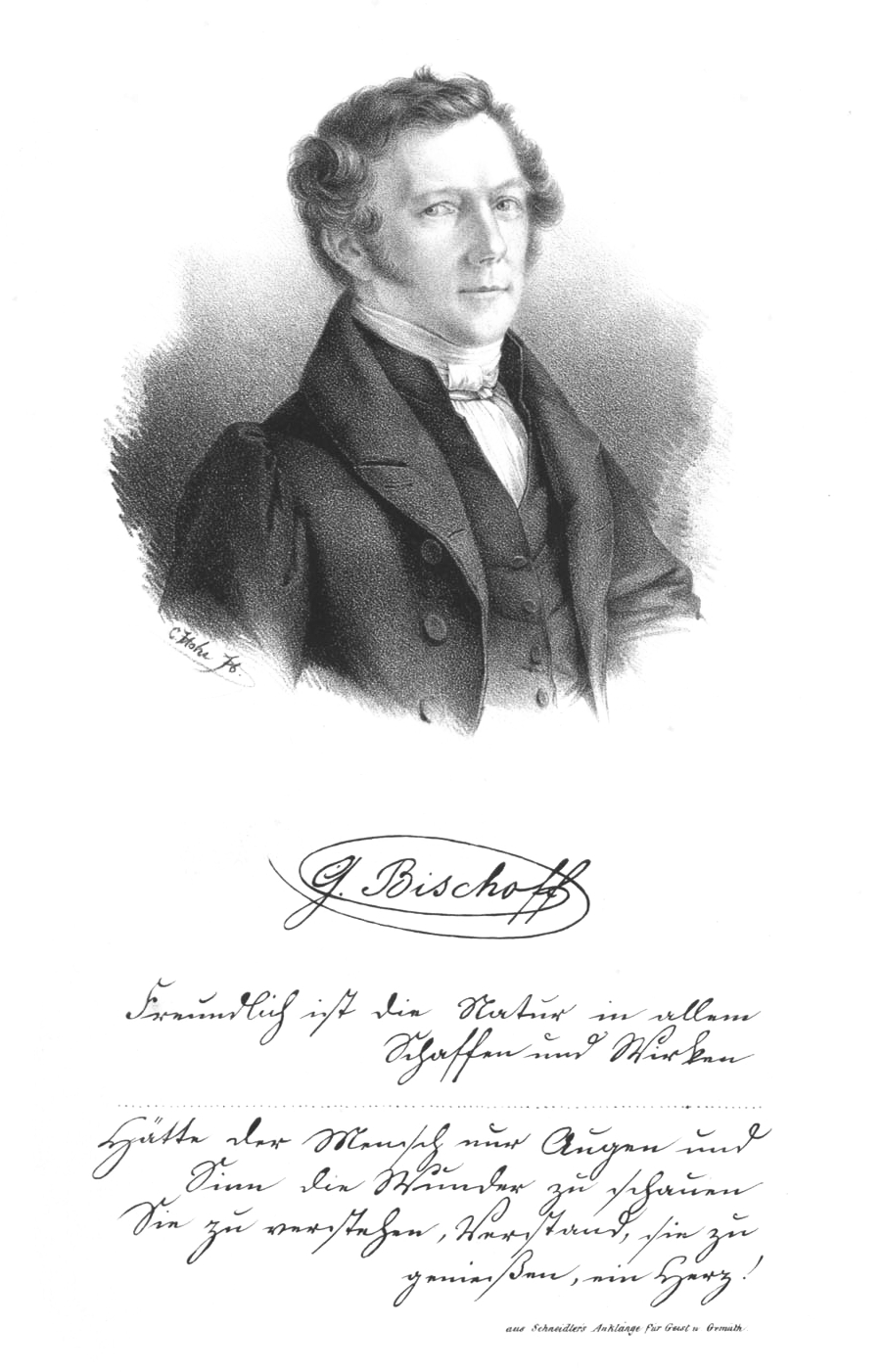
Gottlieb Wilhelm Bischoff (1868)

Gottlieb Wilhelm Bischoff (* 21. Mai 1797 in Dürkheim a. d. Haardt; † 11. September 1854 in Heidelberg) war ein deutscher Botaniker und Hochschullehrer. Sein offizielles botanisches Autorenkürzel lautet „Bisch.“

## Leben und Wirken
Bischoff widmete sich in Kaiserslautern unter der Leitung von Wilhelm Daniel Joseph Koch, dem Verfasser der klassischen Flora Deutschlands, dem Studium der Botanik. Er besuchte 1819 die Akademie der Bildenden Künste München und studierte seit 1821 in Erlangen Botanik, wo er sich dem Corps Rhenania I anschloss. Er ging 1824 als Lehrer nach Heidelberg und habilitierte sich dort 1825. Er wurde 1833 Professor der Botanik und 1839 Direktor des Botanischen Gartens Heidelberg. Zu seinen Schülern gehörte auch George Engelmann.
Bischoff widmete sich der Systematik und Fortpflanzung der kryptogamen Pflanzen und lieferte wertvolle Arbeiten über Lebermoose, Characeen und Gefäßkryptogamen. Er schuf unter anderem die Begriffe Antheridium und Archegonium und unterschied die Laub- und Lebermoose. Er leitete wie Goethe in seinen morphologischen Studien alle Pflanzenorgane vom Blatt ab.

## Ehrungen
- Wahl in die Deutsche Akademie der Naturforscher Leopoldina (1826)[2]

## Schriften
- Die botanische Kunstsprache in Umrissen. 1822.
- Handbuch der botanischen Terminologie und Systemkunde. 1830–1844.
- Lehrbuch der Botanik. 3 Bände. E. Schweizerbart, Stuttgart 1834–1840 (= Naturgeschichte der drei Reiche. Band 4–6).
- Wörterbuch der beschreibenden Botanik. 1839.
- Medizinisch-pharmazeutische Botanik. 1843. Digitalisierte Ausgabe der Universitäts- und Landesbibliothek Düsseldorf
- Die Botanik in ihren Grundrissen und nach ihrer historischen Entwicklung. 1848.
- Beiträge zur Flora Deutschlands und der Schweiz. 1851.